# Triodontella schoutedeni
Triodontella schoutedeni är en skalbaggsart som beskrevs av Louis Burgeon 1947. Triodontella schoutedeni ingår i släktet Triodontella och familjen Melolonthidae. Inga underarter finns listade i Catalogue of Life.